# Błękitna Dywizja

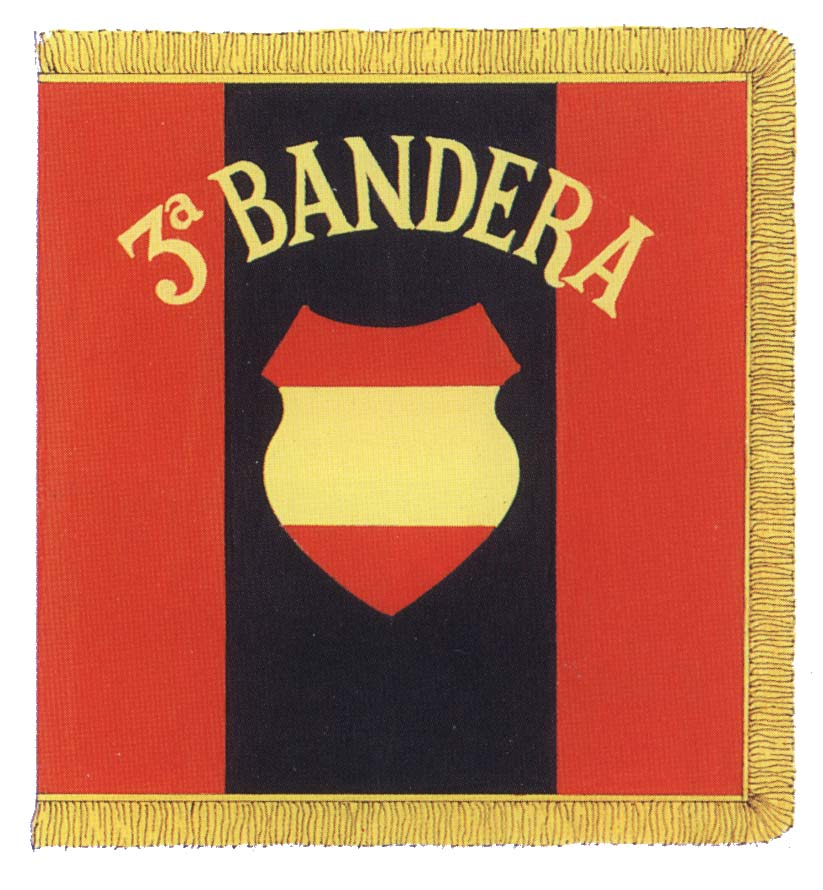
Sztandar 3. batalionu

Błękitna Dywizja (hiszp. La División Azul, niem. Blaue Division) lub 250 Hiszpańska Dywizja Ochotnicza – formacja wojskowa z okresu II wojny światowej, złożona z hiszpańskich frankistów, którzy walczyli u boku armii niemieckiej na froncie wschodnim przeciwko Armii Czerwonej w okresie od 20 lipca 1941 do 20 października 1943. Oficjalna nazwa hiszpańska formacji brzmiała Division Española de Voluntarios (Hiszpańska Dywizja Ochotnicza), w języku niemieckim 250 Infanterie Division (spanische) (250 Dywizja Piechoty (hiszpańska)).

## Powstanie
Po ataku Niemiec na ZSRR 22 czerwca 1941 roku działacze hiszpańskiej Falangi przystąpili do organizowania formacji wojskowej do walki u boku armii niemieckiej. Miał to być gest rewanżu za pomoc jakiej III Rzesza udzieliła Francisco Franco podczas wojny domowej w Hiszpanii wysyłając Legión Cóndor.
24 czerwca 1941 roku w centrum Madrytu miała miejsce antyradziecka manifestacja członków Falangi. Okrzyk Rusia es culpable! („Rosja jest winna”) stał się hasłem frankistów deklarujących gotowość walki z „wrogami Europy”, Rosją i „bezbożnym komunizmem”. 28 czerwca 1941 rząd Franco wezwał Hiszpanów do wstępowania w szeregi tej ochotniczej formacji. W pierwszym miesiącu zgłosiło się 70 tysięcy, z czego wybrano 18 tysięcy. Jej odpowiednikiem lotniczym była Błękitna Eskadra.
Dywizja była formowana przez Wehrmacht na poligonie Grafenwähr na mocy rozkazu z 20 lipca 1941 roku, poza falą mobilizacyjną, w XII Okręgu Wojskowym. W dniu 1 sierpnia 1941 roku ochotnicy złożyli przysięgę wierności Adolfowi Hitlerowi, Kanclerzowi III Rzeszy.
Wchodzące w skład pułków bataliony formowano we wszystkich większych miastach Hiszpanii: Madrycie, Saragossie, Sewilli, Ceucie, Valladolid, La Coruna, Burgos, Walencji i Barcelonie. Podczas werbunku zgłosiło się ok. 70 tys. ochotników, z czego wybrano 18 tysięcy. Równolegle formowano pułk artylerii, jednostki towarzyszące oraz zaplecze. Początkowo powstał problem tego jakie mundury mogą nosić żołnierze dywizji – Hiszpania nie była oficjalnie w stanie wojny z ZSRR, więc oficjalnie nie można było używać mundurów armii hiszpańskiej. Wybrnięto z problemu tworząc uniform kombinowany, składający się z błękitnej bluzy mundurowej Falangi (stąd nazwa dywizji), czerwonego beretu hiszpańskich monarchistów – karlistów i oliwkowych bryczesów z munduru hiszpańskiej Legii Cudzoziemskiej. Nieoficjalnie jednak wielu ochotników, szczególnie oficerów, nosiło zwykłe mundury wojskowe. Dowódcą dywizji został gen. Agustín Muñoz Grandes, doświadczony frankistowski dowódca z czasów wojny domowej i jednocześnie zwolennik przystąpienia Hiszpanii do wojny po stronie państw Osi.
Zdaniem publicysty historycznego Tymoteusza Pawłowskiego, organizując „Błękitną Dywizję” Franco pogłębiał przyjazne stosunki z Niemcami, które naciskały na włączenie się Hiszpanii do wojny, nie narażając się przy tym zbytnio Wielkiej Brytanii, z którą współpraca była konieczna dla zapewniania dostaw ropy naftowej, a przy tym walczył ze znienawidzonym komunizmem, dając zarazem „zajęcie” części sfrustrowanych bezczynnością weteranów wojny domowej oraz najaktywniejszym germanofilom.

## Walki
13 lipca wyruszył pierwszy pociąg z ochotnikami z Madrytu do Niemiec. Niemcy wyposażyli hiszpańską dywizję w standardowy sprzęt Wehrmachtu, włącznie z umundurowaniem. Jednostka została też przemianowana na 250 Dywizję Piechoty i włączona w skład 16 Armii. Drogę na front, w rejon Nowogrodu Wielkiego żołnierze przebyli do Suwałk pociągiem, a pozostałe 1300 km pieszo, gdyż Niemcy nie dostarczyli przewidzianych dla tej dywizji ciężarówek.
Dywizja walczyła na północy ZSRR nad rzeką Wołchow i jeziorem Ilmeń, następnie wzięła udział w blokadzie Leningradu, biorąc udział w odpieraniu radzieckiej operacji tichwińskiej w listopadzie i grudniu 1941 roku. Również pod Leningradem przyszło jej stoczyć bitwę z wielokrotnie silniejszym przeciwnikiem pod Krasnym Borem 10 lutego 1943 roku. Środkowa pozycja hiszpańskiej obrony została rozbita przez żołnierzy 63 Gwardyjskiej Dywizji Piechoty z 55 Armii co zmusiło Błękitną Dywizję do opuszczenia Krasnego Boru.  Hiszpanie ponieśli ogromne straty np. w jednym z batalionów, z 835 żołnierzy, sprawnych pozostało 27. Ogółem poległo w tej bitwie 1127 Hiszpanów, a 1035 było rannych, zaginęło 91 żołnierzy. Kulminacja walk przypadła na luty 1943 roku, kiedy dowództwo nad Dywizją objął gen. Emilio Esteban Infantes. Wkrótce jednak, w związku z naciskami angielskiej i amerykańskiej dyplomacji (zażądanymi w formie ultymatywnej przez Stalina) i zmianą sytuacji międzynarodowej (coraz bardziej widoczna porażka państw Osi), Hiszpania została zmuszona do ogłoszenia pełnej neutralności i od 12 października 1943 roku rozpoczęła wycofywanie „Błękitnej” Dywizji do kraju. Ogółem przez jednostkę przewinęło się ok. 45 tys. żołnierzy, a jej straty wyniosły ok. 5 tys. poległych i ponad 8 tys. rannych. 372 żołnierzy dostało się do niewoli, z której pozostałych 286 zwolniono dopiero w 1954 roku.
Po repatriowaniu dywizji do Hiszpanii część jej żołnierzy kontynuowała walkę z Sowietami w niemieckich mundurach: najpierw jako Błękitny Legion, następnie w szeregach 28 Dywizji Ochotniczej SS „Wallonien”.
Ustanowiono specjalne medale dla członków Błękitnej Dywizji:
- 9 listopada 1943 – Medal za Kampanię w Rosji (przez rząd hiszpański)
- 3 stycznia 1944 – Medal Błękitnej Dywizji (przez niemieckie dowództwo)

## Dowódcy dywizji
- gen. por. Agustín Muñoz Grandes 20.07.1941 – 13.12.1942;
- gen. por. Emilio Esteban Infantes 13.12.1942 – 20.10.1943.

## Struktura organizacyjna
Skład po przeorganizowaniu w Grafenwöhn:
- 262 pułk piechoty Pimentel
- 263 pułk piechoty Vierna
- 269 pułk piechoty Esparza